# バリー・リンドン
『バリー・リンドン』（Barry Lyndon）は、1975年に公開されたイギリスとアメリカ合衆国の合作による歴史映画。
スタンリー・キューブリック監督が、18世紀のヨーロッパを舞台とし、ウィリアム・メイクピース・サッカレーによる小説"The Luck of Barry Lyndon"（1844年）を原作としている。アカデミー賞の撮影賞、歌曲賞、美術賞、衣裳デザイン賞を受賞した。

## ストーリー

### 第1部
レドモンド・バリーが如何様にしてバリー・リンドンの暮しと称号をわがものとするに至ったか
18世紀半ば、レドモンド・バリーはアイルランドの農家に生まれた。彼の父親は馬の売買上のトラブルに端を発した決闘で殺害され、未亡人となった彼の母親ベルは若い頃の美貌を覚えていた多くの男たちに求婚されたが拒否し続け、女手一つでバリーを育て上げた。
10代になったバリーは従姉のノラに初恋をしていた。ノラも思わせぶりな態度を取るなどバリーを憎からず思っている。やがて2人は恋仲となる。しかしその後、ノラはイギリス軍のジョン・クイン大尉に恋心を覚えるようになる。クイン大尉は非常に裕福な家の当主で、貧しさから抜け出すためにノラと家族はクイン大尉との結婚を望むようになった。
ある日、嫉妬に燃えたバリーはクイン大佐に決闘を申し込んだ。決闘は1対1でお互い同時に銃を撃つ方式で行われ、バリーの弾が命中しクイン大尉はその場に倒れてしまった。決闘の立会人となったノラの兄弟やイギリス軍のグローガン大尉はクイン大尉の死亡を告げ、バリーは警察の追及から逃れるために村を逃げ出した。ところが、実際にはバリーの銃にはノラの兄弟によって麻弾が装填されていたため、クイン大尉は気絶しただけだった。ノラとクイン大尉の結婚を望む兄弟たちが、バリーを村から追い出すために仕組んだものだった。
バリーは村を出る際に母ベルから旅費として20ギニーのお金を渡されたが、ダブリンへ向かう道で追いはぎにあい一文なしになった。今更家へ帰る訳にもいかず、バリーは途中立ち寄った村でイギリス軍の兵員補充に志願して大陸へ渡り、七年戦争に従軍する。
軍隊の中で頭角をあらわしたバリーはやがてグローガン大尉と再会し、彼の部下となった。しかし戦列歩兵として直後に参加したミンデンの戦いでグローガン大尉は戦死し、大いに悲しんだバリーは軍隊を辞めることを考えるようになった。その後、軍隊による略奪などを目の当たりにしたバリーは脱走を決意。将校の服・身分証・馬を奪って同盟国のプロイセンに渡った。
イギリス軍の将校になりすましたバリーはプロイセンから中立国オランダへ抜けてアイルランドへ帰ろうと考えていた道中、遭遇したプロイセン軍のポツドルフ大尉に職務質問を受ける。バリーはニセの身分証を提示してブレーメンへの使者の任務を遂行中であると言い繕ったが、ブレーメンは正反対の方向だったためにポツドルフ大尉は疑念を抱いた。ブレーメンへの道案内を買って出て同行することになったポツドルフ大尉はやがてバリーとの雑談の中で矛盾を発見し、バリーにプロイセン軍の兵卒になるか逮捕されるかの選択を迫った。バリーは逮捕を恐れてポツドルフ大尉の下で兵卒になることを選択した。
プロイセン軍の軍律はイギリス軍よりも甘く、将校による私刑などが横行しており、バリーは厳しい兵卒生活を送る。2年後、バリーは戦地でポツドルフ大尉を救出した功績により、今度は身分を隠してプロイセン警察でスパイとして働くことになった。バリーの任務の対象となったのが、スパイ嫌疑をかけられていたギャンブラーのシュバリエ・ド・バリバリであった。
シュバリエの召使いとして潜入しようとしたバリーだが、シュバリエが同郷人だとあらかじめ知らされていたバリーは2年間も帰国がかなわず異国で無理矢理使役されている心細さからプロイセン警察を裏切り、シュバリエの相棒として二重スパイをこなすようになる。やがてシュバリエが国外追放になるとバリーはシュバリエの策でプロイセンからの脱出に成功し、彼と共にヨーロッパ各国の社交界でイカサマ賭博で荒稼ぎする。
そんな中、バリーは病弱なチャールズ・リンドン卿の若い妻レディー・リンドン（ファーストネーム：ホノリア、爵位：リンドン「女」伯爵、兼イングランドのブリンドン「女」子爵、兼アイルランド王国のキャスル・リンドン「女」男爵。リンドン卿の従妹）に出会い、彼女を籠絡する。

### 第2部
バリー・リンドンの身にふりかかりし不幸と災難の数々
バリーの企み通りチャールズ・リンドン卿はまもなく病死し、バリーはレディー・リンドンと結婚してバリー・リンドンを名乗るようになる。
1年後、バリーとレディー・リンドンの間に子供が生まれる。バリーは、ブライアンと名付けられたその子供を溺愛するが、家庭をまったく顧みないバリーの放蕩な生活に、レディー・リンドンと前夫リンドン卿との子であるブリンドン子爵との間に亀裂が入りはじめていた。
そんなある時、バリーは共に暮らすようになっていた母ベルから、もしレディー・リンドンが先に死んでしまったら財産は全てブリンドンのものとなり、爵位を持たないバリーは路頭に迷うことになると忠告される。それを聞いて危機感を覚えたバリーは爵位を授かるために有力貴族らを招待して盛大なパーティーを開いたり、高価な絵画をさらに法外な価格で気前よく買い取るなど、各方面に惜しみなく財産を投じ始めた。
バリーの際限の無い浪費にリンドン家の財産はたちまち食いつぶされ、レディー・リンドンは増え続ける借用書へのサインを続ける日々を送る羽目になる。そんな母とリンドン家の将来を憂いたブリンドンはバリーを憎み、亀裂は修復しがたいものとなっていった。
やがてブリンドンの挑発に乗ったバリーが公衆の面前でブリンドンを殴りつけるという事件が起き、それは大きな騒ぎになりバリーの社交界での評判は地に落ち、爵位を授かる望みも断たれてしまう。追い打ちをかけるようにブライアンが馬の事故で亡くなり、絶望したバリーは酒におぼれ、レディー・リンドンは精神を病んで服毒自殺まで図るが、幸い少量だったので未遂に終わる。
バリーとレディー・リンドンが廃人となってしまったため、リンドン家の家計はバリーの母ベルが取り仕切るようになった。ベルは苦しい家計をやりくりするために、長くレディー・リンドンに仕え、亡くなったブライアンの家庭教師などもしていたラント牧師に解雇を言い渡した。ラント牧師は抵抗するもベルは聞く耳を持たず、憤慨したラント牧師は城を出ていたブリンドンを頼ってリンドン家の惨状を訴えた。話を聞いたブリンドンは自らリンドン家を建て直す決心をし、バリーに決闘を申し込む。
決闘は1対1で交互に銃を撃ち合う方式で行われ、バリーは左足を切断する大怪我を負って城から離れた町で療養生活を送るようになる。すぐにベルも看病のためにバリーの元を訪れ、空になった城をブリンドンが掌握。ブリンドンは毎年500ギニーの年金と引き替えにイギリスを去って二度と戻らないことをバリーに求めた。この条件に承諾しなければ逮捕されるのは確実で、バリーはやむなく同意してベルと共にイギリスを去って行った。
その後彼は落ちぶれた賭博師として生きたとも言われているが、どのような末路を辿ったかは定かではない。
注：「女」伯爵：countess,「女」子爵：viscountess,「女」男爵：baroness

## キャスト
- レドモンド・バリー → バリー・リンドン（ライアン・オニール）
- レディー・リンドン（マリサ・ベレンソン）
- ノラ（ゲイ・ハミルトン（英語版））
- ジョン・クイン大尉（レオナルド・ロッシーター（英語版））
- フィーニー大尉（ハイウェイマン）（アーサー・オサリヴァン（英語版））
- グローガン大尉（ゴッドフリー・クイグリー（英語版））
- ポツドルフ大尉（ハーディ・クリューガー）
- シュヴァリエ・ド・バリバリ（パトリック・マギー）
- チャールズ・リンドン卿（フランク・ミドルマス（英語版）
- ブリンドン子爵（レオン・ヴィタリ（英語版））
  - 子供時代（ドミニク・サヴェージ（英語版））
- ブライアン・パトリック・リンドン（バリー・リンドンの子）（デイビット・モーリー（英語版））
- サミュエル・ラント牧師(マーレイ・メルヴィン（英語版）)
- ベル（バリー・リンドンの母）（マリー・キーン（英語版））
- ナレーター（マイケル・ホーダーン）

## 日本語字幕
高瀬鎮夫

## 作品解説

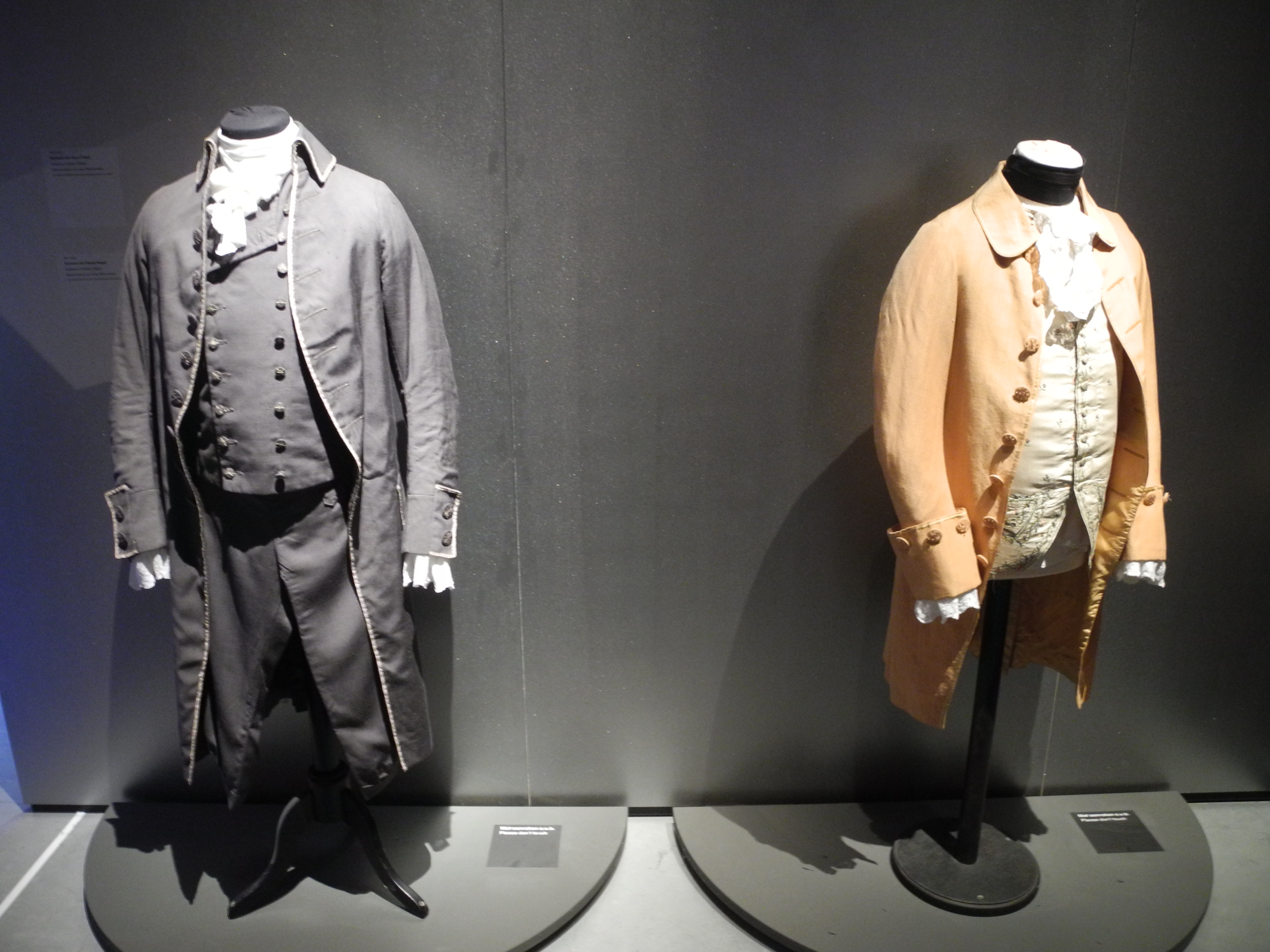
『バリー・リンドン』の衣装

キューブリック唯一の「伝記的」な様式を持つ作品である。原作の長編小説をキューブリック自身が大幅に圧縮して台本化したが、その際には原作がバリー自身の回想録として一人称で書かれていたのをナレーションに替え、バリーの末路を変更するなど、大幅にアレンジが施された。それでも三時間超を要する大作となった。
キューブリックは当初、ナポレオン・ボナパルトの映画化を目論んでいたが主に予算の都合で断念し、代わって製作されたのが本作である。時代考証はもちろんだが、ライティング、美術、衣装に至るまで、完璧主義者であるキューブリックは見事に18世紀を再現してみせている。またこの時代の雰囲気を忠実に再現するため、ロウソクの光だけで撮影することを目指し、NASAのために開発されたレンズを探し出して使用した。
軍隊はすべてアイルランド陸軍の歩兵を利用した。映画化の叶わなかったナポレオン時代の戦争に関する研究が広く活かされることになったが、撮影当時は北アイルランド紛争の激しい時で、スタッフ・キャストの移動にも細心の注意をはらったという。
第48回アカデミー賞にて撮影賞、美術賞、衣装デザイン賞、編曲賞の技術4部門を受賞をするなど、評価は高かったものの興行的には苦戦し、制作費回収には年月を要した。著名な原作とスターを起用した娯楽作品による興行的な成功を目指したキューブリックが次の作品として選んだのが、スティーヴン・キングの『シャイニング』である。

## レンズのエピソード

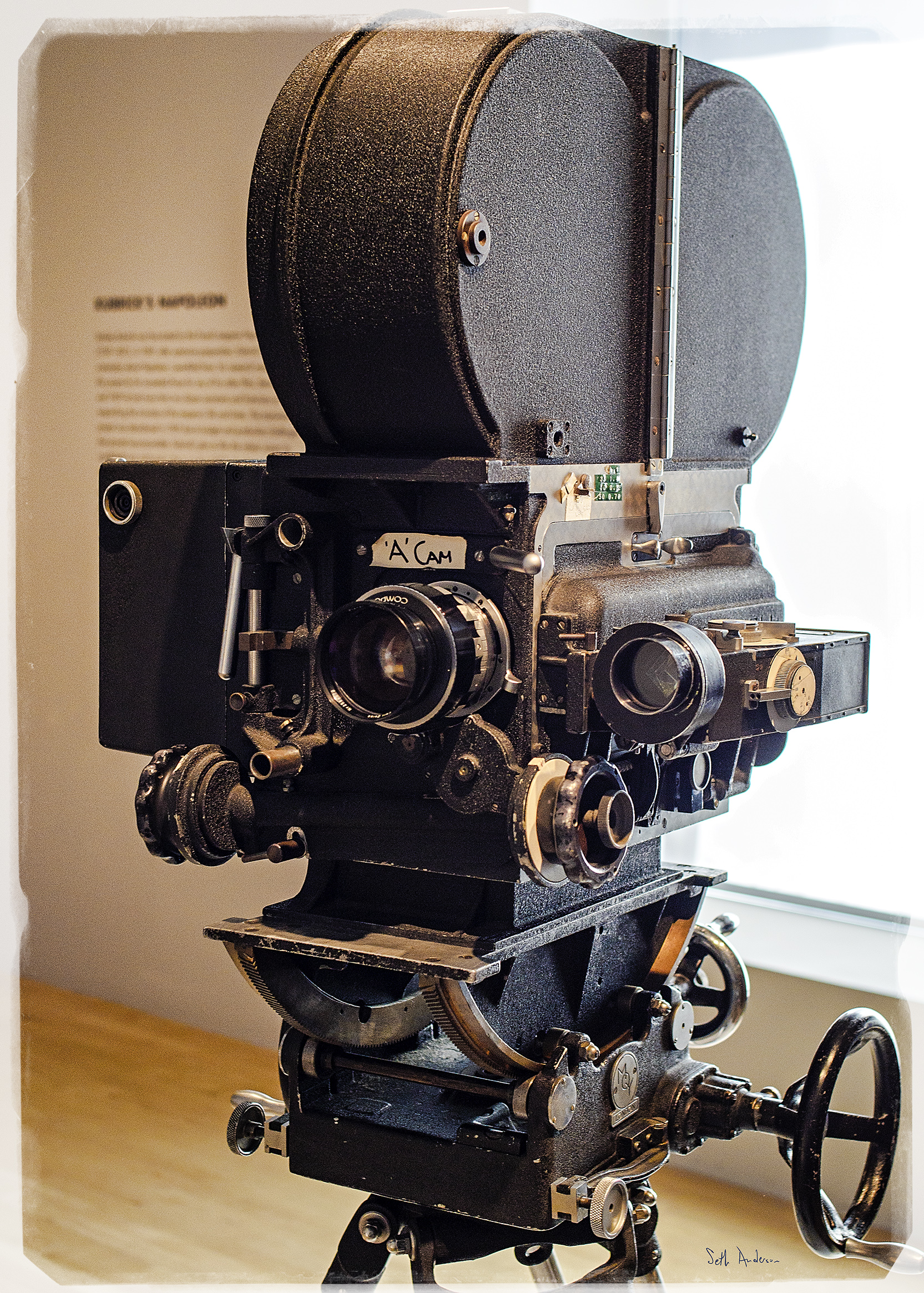
『バリー・リンドン』の撮影で使用したとされるカメラ

映画撮影の歴史で最も明るいとされるカール・ツァイス製「プラナー50mmF0.7」を手に入れたまでは良かったが、このレンズはアポロ計画の飛行士が持たされたハッセルブラッド・カメラ（月を離れる際にカメラとレンズは放棄しフィルムだけを持ち帰る）のために作られたもので、マウントのみならずシャッター、絞り、バックフォーカスなど構造のあらゆる点で映画用とは相容れないものだった。キューブリックが前作『時計じかけのオレンジ』で使用したアーノルド&リヒター製アリフレックス35IICにも取付けることはできず、キューブリックはレンズマウントの口径が一番近かったミッチェルBNCカメラをワーナー・ブラザースのカメラ部からジョン・キャリー（当時ワーナーの社長だった）を通じて調達した。このカメラについてキューブリックは、アリフレックスより長尺のフィルムを装填出来、撮影時間を延ばすことができることも利点に挙げている。
レンズの改造はシネマ・プロダクツ社長のエドマンド・M・ディジュリオに依頼された。改造が必要な箇所はレンズマウントの加工にとどまらず、フォーカス機構もそのままでは使えずカメラ本体の絞りも改造が必要だった。また広角レンズでの撮影を好むキューブリックには50mmレンズの画角は狭く、70mmフィルム映写機用のkollmorgen製アダプターをワイドコンバーターとして流用し、焦点距離を36.5mm相当にしている。
レンズ絞りを開放にするとピントが外れ易くなるが、ミッチェルBNCはレフレックス（レンズに入った映像がファインダーから見られる構造）ではなかったため、被写体までの距離を正確に追うため被写体を真横からテレビカメラで写し、フォーカス・プラー（ピントを合わせるオペレーター）が映像をモニターで監視しながらフォーカス操作を行った。さらに視差を最小限にとどめるため、テクニカラー・カメラのファインダーを流用。このような改造とテストに3ヶ月を費やしている。撮影でも俳優はピントを決めた位置から動かないよう求められ、出演者を本番同様に並べてテスト撮影を繰り返しながら進められた。
- フォーカス・プラーはダグラス・ミルサムで、本作の撮影監督ジョン・オルコットが参加できなかった『フルメタル・ジャケット』で撮影監督を務めた。

当時のフィルムもASA100程度の低感度で、特別に明るいレンズを駆使してなお増感現像を行いASA200相当で使われた。1980年代に入ると高感度フィルムが開発され、蝋燭照明の下でもより良い画質で簡便に撮影できるようになった、とオルコットは後年語った。
レンズ貸出しにまつわる逸話もいくつか伝えられており、『アマデウス』の撮影監督ミロスラフ・オンドリチェクは要請を断られたが、キューブリックと同じ弁護士と契約していた伊丹十三は「貸してもよいですよ」という返事を受けたという。このため、オンドリチェクは芯が複数ある特注の蝋燭を使用しなければならなくなった。
キューブリックの没後、超高感度の撮像素子を装備した撮影機材の登場と、技術開発によるノイズの低減により、低照度撮影は飛躍的に容易になった。例えば、2020年時点では、撮影機材の最大感度は、4K撮影においてもASA=ISO409600(ソニー製ミラーレスカメラα7S III)や、ISO400万(CANON ME20F-SH)に達している。こうした撮影機材の進歩は、月明かりの下で補助照明なしの人物撮影を容易にし、比較的安価な機材で星空の映像さえ容易に撮影可能となった。これにより、特別に明るいレンズを用いる撮影テクニックは『バリー・リンドン』一作限りのものとなった。

## 音楽
- アイルランド民謡
- チーフタンズ
- ブリティッシュ・グレナディアーズ
- ホーエンフリートベルク行進曲
- ヴィヴァルディ：チェロ協奏曲ホ短調RV.409から第3楽章
- ヘンデル：組曲第11番ニ短調HWV.437〔第2集第4番〕からサラバンド
- J.S.バッハ：2台のチェンバロのための協奏曲第1番ハ短調BWV.1060から第2楽章
- パイジエッロ:オペラ「セビリアの理髪師」より
- モーツァルト:オペラ「イドメネオ」K.366から行進曲
- シューベルト：ピアノ三重奏曲第2番ホ長調D.929, Op.100から第2楽章
- シューベルト：5つのドイツ舞曲より第1番ハ長調D90-1

など
民謡とオリジナル音楽以外の音楽は、ほとんどがこの作品の設定と同時代である18世紀頃に作曲されたバロック音楽、古典派音楽のものだが、唯一の例外が19世紀に作曲されたシューベルトの作品である。これは単なる時代錯誤ではなく、キューブリック自身がバロック音楽にロマンティックなものがあまりないと感じたためだとされる。
また、劇中にてプロイセン兵士が盃を交わしながら「ホーエンフリートベルク行進曲」を合唱するシーンがあるが、当該の歌詞（Auf, Ansbach-Dragoner! Auf, Ansbach-Bayreuth!）が追加で作成されたのは1845年であり、こちらは時代考証が間違っている（意図的なものかミスであるかは不明）。
なお、本作の音楽プロデューサーは、当初ニーノ・ロータが務めていたが、キューブリックが作品の時代設定に合わないシューベルトの作品を用いたことに対して、音楽的考証が成り立たないとして降板した（ロータによると、キューブリックはシューベルトと同じ19世紀の作曲家であるヴェルディの作品も使おうとしていたという）。ロータの後任はレナード・ローゼンマンが務めた。